# Iglesia de Santa María de Almocóvar
La iglesia de Santa María de Almocóvar es un templo parroquial católico del siglo XIII ubicado en la villa española de Alcántara, en la provincia de Cáceres.
Se ubica en el centro de la plaza de España, en el extremo occidental del casco antiguo de la villa. Durante el período andalusí se estableció aquí la mezquita de la localidad, que tras la Reconquista de 1213 fue destinada a iglesia. En 1254, la Orden de Alcántara decidió demoler el edificio e iniciar la construcción de la iglesia primitiva, de la cual se conservan algunos elementos románicos. El actual templo, de aspecto principalmente barroco, data de importantes reformas llevadas a cabo entre los siglos XVI y XVIII.
En 1987, la iglesia fue declarada Bien de Interés Cultural.

## Historia
El templo tiene su origen en una antigua mezquita medieval. La localidad de Alcántara había sido un lugar de paso estratégico del Tajo desde la época de la Antigua Roma, cuando se construyó el puente de Alcántara, pero no se cita en documentos como una localidad importante hasta el siglo X, cuando el califato de Córdoba estableció aquí una fortificación para defender el puente. El pequeño tamaño de la fortificación llevó a la formación de un arrabal, en el cual se construyó una plaza destinada a zoco, presidida por esta mezquita.
Tras la crisis que dio lugar a las taifas, la fortificación fue un objetivo estratégico para la Reconquista cristiana, que llevó a cabo definitivamente el reino de León en 1213. En un primer momento, los leoneses se limitaron a destinar a iglesia el edificio de la mezquita, enviando a los mudéjares a rezar a una nueva mezquita en la calle Zapatería; tras la ilegalización del Islam en 1502, esta nueva mezquita pasaría a ser el hospital de Sancti Spíritu. En 1254, tras ser nombrado maestre García Fernández Barrantes, este ordenó demoler la antigua mezquita y construir en su lugar la iglesia de Santa María de Almocóvar.
El templo original era románico, construido de sillería. Constaba de tres naves, cubiertas por techos de madera, la central más ancha y elevada que las laterales. Fue enterramiento de numerosos miembros de la Orden de Alcántara. A lo largo del siglo XVI, se acometen numerosas reformas en las que intervienen artífices de la talla de Martín de Elorrieta, Pedro de Ibarra y Juan Bravo, que ejecuta los planos de Francisco de Mora. Pero el estado actual del templo es, sobre todo, el resultado de las reformas llevadas a cabo en el siglo XVIII por el arquitecto Manuel de Lara Churriguera, quien también ejecutó las obras del atrio.
En el Antiguo Régimen, esta no era la única parroquia de la villa, sino que también tenía estatus parroquial la iglesia de la Encarnación, que con el tiempo acabaría en desuso. El diccionario de Madoz, de mediados del siglo XIX, menciona que en aquella época seguían funcionando las dos parroquias en estos términos:

Lo raro de la distribución de los feligreses entre ambas parroquias, nos obliga a anotarlo en este lugar: pertenecen a la que se acaba de describir, las personas que hayan venido a la población por el puente; son feligreses de la mayor o de Almocóbar, cuantas hubiesen entrado por otra parte cualquiera; no se sabe en qué pueda consistir tan extraña constitución.

## Descripción

### Estructura

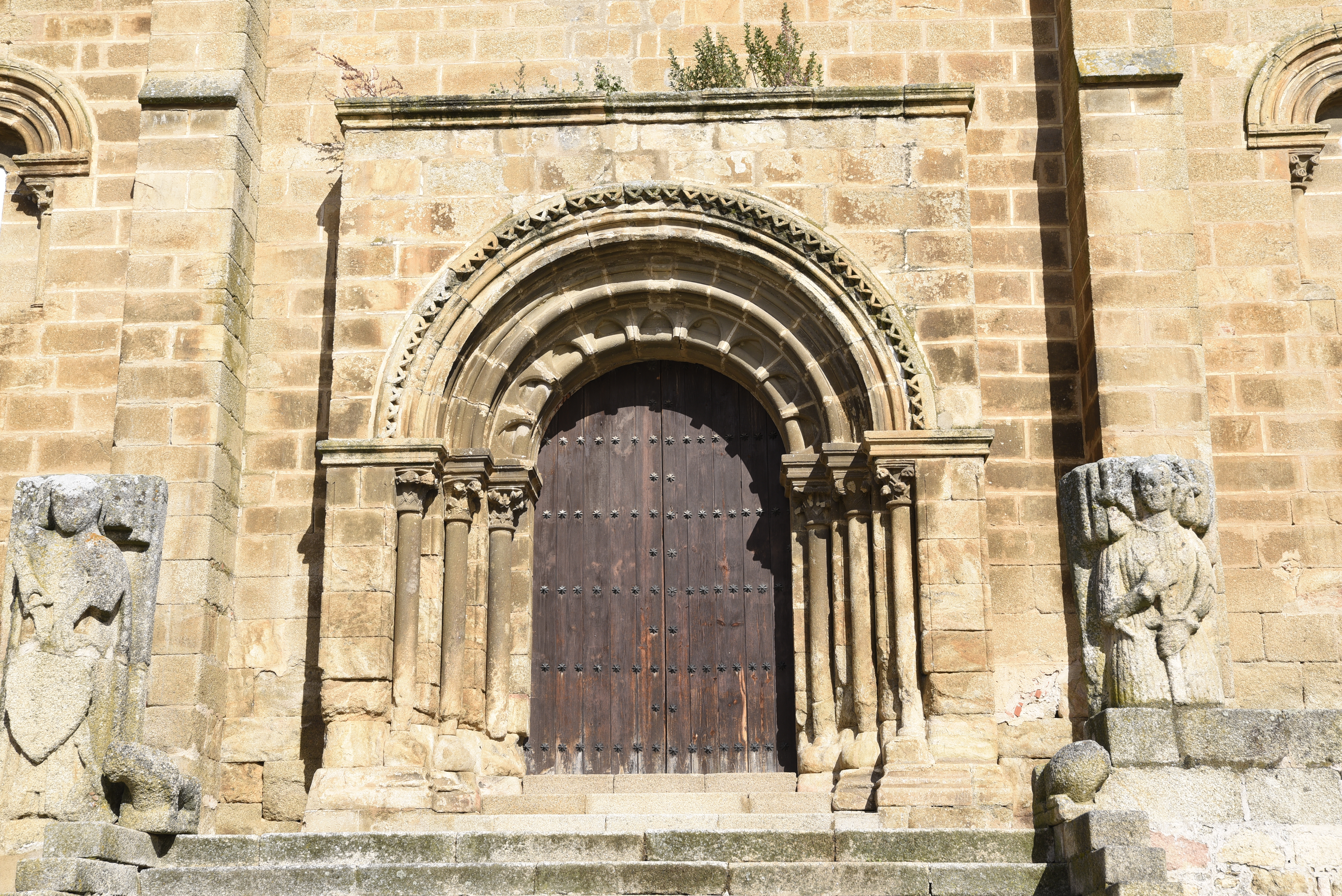
Portada principal románica

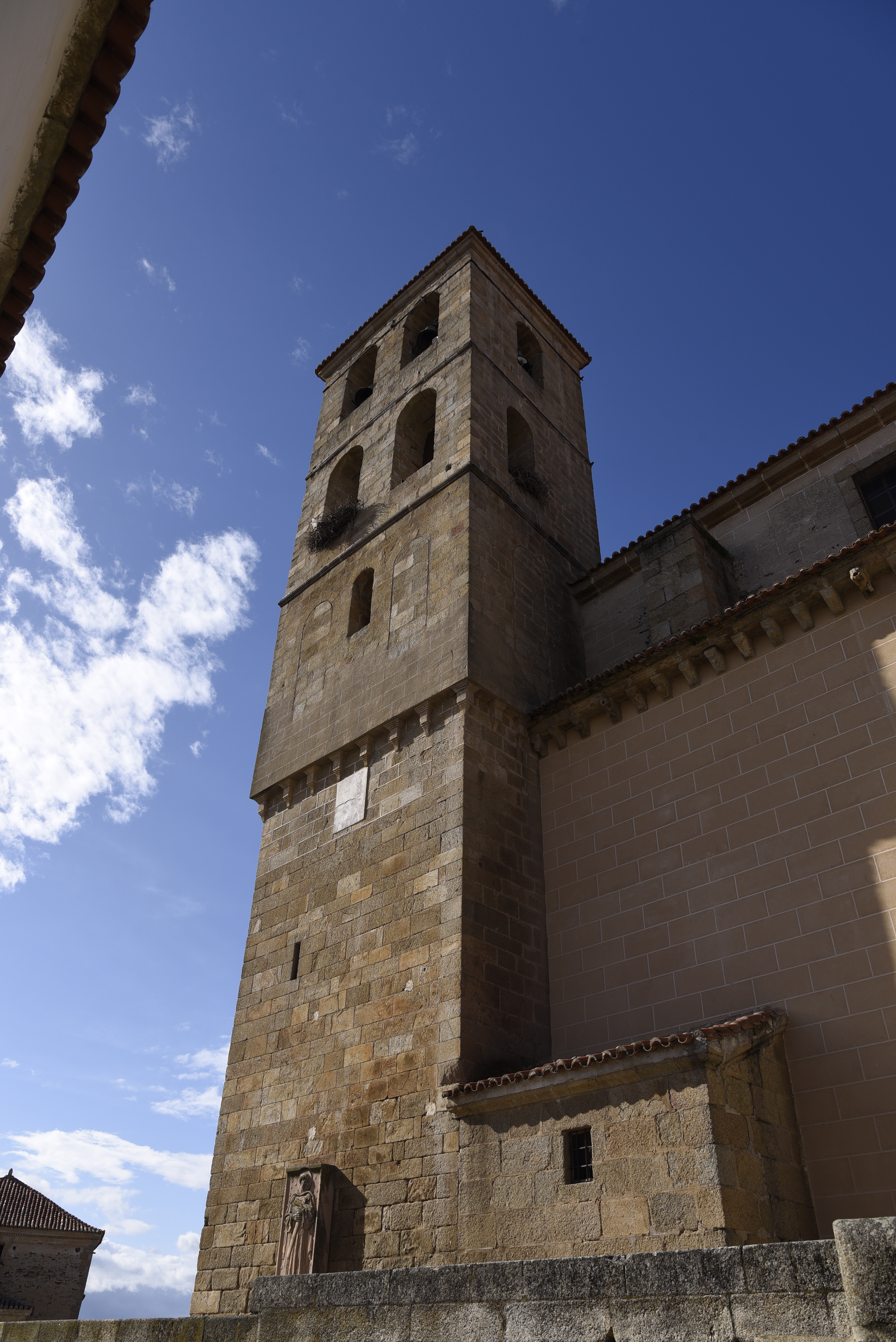
El campanario visto desde el lado de la Epístola

El actual edificio, construido totalmente con sillería, data principalmente de las reformas realizadas a partir del siglo XVI, con escasos elementos medievales, lo que le da un aspecto principalmente barroco. Estas reformas fueron decisivas para la estructura, ya que de las tres naves medievales se pasó a una sola nave con tres tramos. La cubierta es de bóveda de cañón con lunetos, tanto en la nave como en su sacristía, ubicada en el lado del Evangelio; la capilla mayor, de planta cuadrada, está cubierta con falsa bóveda. De la estructura destaca el campanario, torre de cuatro cuerpos ubicada en el lado de la Epístola. Un atrio de estructura muy sencilla recorre la mitad occidental del exterior del edificio.
De sus orígenes medievales se conservan tres portadas, siendo la principal uno de los pocos ejemplos del románico en Extremadura. Enmarcada por dos contrafuertes se abre la portada con arquivoltas sobre capiteles con decoración vegetal apoyados sobre columnas exentas. Un rosetón, un alero con canecillos y dos ventanas caladas completan el sencillo conjunto.

### Bienes muebles
Los principales bienes muebles del templo son los siguientes:
- Sillería de nogal, compuesta de dos bloques iguales, constituidos cada uno de ellos por cuatro asientos y un sillón con baldaquino. Longitud del bloque, de cuatro asientos: 2,67 metros; anchura del sillón, 0,80 metros.
- Sarcófago de alabastro, perteneciente al comendador fray Antonio Bravo de Jerez. Base, 2,32 metros de longitud; 1,34 metros de anchura; altura máxima, 1,40 metros.
- Pila de granito, donde fue bautizado San Pedro de Alcántara. Altura de la pila, 1,10 metros; diámetro, 1,06 metros.
- Tres lápidas de alabastro colgadas en el muro lateral derecho.
- Cristo clavado en la cruz, escuela de Gregorio Hernández. Altura, 1,84 metros por 1,66 metros de envergadura.
- Cristo Resucitado, tabla de Luis de Morales. Medidas: 1,01 metros por 1,33 metros.
- San Juan Bautista, tabla de Luis de Morales. 1,47 por 0,71 metros.
- Transfiguración, tabla de Luis de Morales. 1,47 por 0,84 metros.
- San Pablo, tabla de Luis de Morales. 1,80 por 0,73 metros.
- Virgen con Niño, tabla de Luis de Morales. 0,41 por 0,27 metros.
- Cristo yacente, con los brazos articulados, atribuido a Martínez Montañés. Longitud: 1,61 metros.
- Talla de San Juan Bautista, pieza del museo de la sacristía. Medidas: 0,69 metros de alto.
- Credencia-cajonera, pieza del museo de la sacristía. Medidas: 3,19 metros de longitud.
- Cruz procesional, pieza del museo de la sacristía. Medidas: 0,82 metros de alto por 0,42 metros de ancho.

## Uso actual
Desde el punto de vista eclesiástico, el templo es sede de una parroquia que abarca el municipio de Alcántara, dependiente del arciprestazgo de Alcántara-Arroyo de la Luz en la diócesis de Coria-Cáceres. Aunque la iglesia de Santiago Apóstol de la pedanía de Estorninos constituye oficialmente otra parroquia, en la práctica está a cargo del párroco de Almocóvar.
La parroquia se halla totalmente activa, con misa diaria durante todo el año; sin embargo, debido a la ubicación periférica de este templo en el extremo noroccidental de la villa, el templo parroquial solo acoge normalmente las misas de los domingos: de lunes a viernes las misas se ubican en la ermita de San Antonio y los sábados hay una en El Pilar y otra en la iglesia de San Pedro de Alcántara; además, los jueves hay otra misa en la residencia de ancianos de la villa. Además de los templos citados, pertenecen a esta parroquia la ermita de Nuestra Señora de los Hitos y la ermita de los Remedios.